# Gras Politique
Gras Politique est un collectif français féministe et queer militant contre la grossophobie, fondé en juin 2016, et ayant déposé ses statuts comme association en janvier 2018.

## Origine
Gras Politique est un collectif militant cofondé par Eva Perez-Bello et Daria Marx,,. C'est en militant dans des cercles féministes ou LBTQI+ qu'elles ont réalisé que la grossophobie n'était pas assez prise en compte et qu'il existait un vide à combler,.

### Lutte contre la grossophobie
Le collectif lutte contre l'oppression systémique qu'est la grossophobie. Gras politique revendique le fait d'arrêter de discriminer les gros de manière systématique, que ce soit en famille, à l'école, au travail, dans la rue ou chez le médecin. Le message du collectif, selon Eva Perez-Bello, n'est pas une promotion de la grosseur, mais un appel à faire changer les mentalités et les regards à propos des gros.
Gras politique milite pour :
- Rappeler que la grossophobie est une forme de discrimination, au même titre que le racisme ou l'homophobie
- Rendre visible les corps gros dans les médias
- Sensibiliser la société sur le sujet
- Faire avancer sur les questions de grossophobie
- Provoquer une participation plus active des pouvoirs publics[3],[8]

« Dans l’imaginaire du grand public, être gros·se est une question de volonté. C’est pour cela que la grossophobie n’est pas vraiment vue comme une discrimination. On se dit : « ils n’ont qu’à se bouger, ils n’ont qu’à faire quelque chose ». Quand on est noir·e ou homosexuel·le, on n’a pas le choix : c’est comme ça et on ne remet pas cela en cause. Alors que pour les gros·ses, on se dit : « ils/elles n’ont qu’à changer »

— Daria Marx
Selon Daria Marx et Eva Perez-Bello, le fait d'être gros n'est pas la conséquence d'un manque de contrôle de soi ou d'une absence de volonté à maigrir. Les causes de l’obésité sont multifactorielles. Pour le collectif, être gros n'est pas une « maladie de la volonté »,.

### Collectif queer féministe
Les fondatrices de Gras politique expliquent que les oppressions systémiques concernent plus les femmes que les hommes. Par exemple, la chirurgie bariatrique concerne plus les femmes que les hommes. De même, les femmes grosses ont plus de risques que les hommes d’être discriminées à l'embauche du fait de leur apparence.
Gras Politique se présente comme un collectif queer féministe français. Identité de genre et normes des corps sont partie intégrante de ce genre de féminisme,.

« Le féminisme queer s’est emparé de la question du corps mais le féminisme mainstream ne s’intéresse pas au corps gros, parce que le féminisme mainstream reste un féminisme de classe moyenne blanche CSP+ alors que les nanas grosses c’est souvent une histoire de précarité, et parfois de migrations et en plus si tu rajoutes le queer par-dessus… »

— Eva Perez-Bello

## Activités
Gras Politique propose et organise des activités à destination des personnes grosses,,. Le collectif organise à Paris de nombreuses activités pour les personnes grosses : YoGras, groupes de paroles, autodéfense féministe, médiation artistique, interventions dans les écoles,.

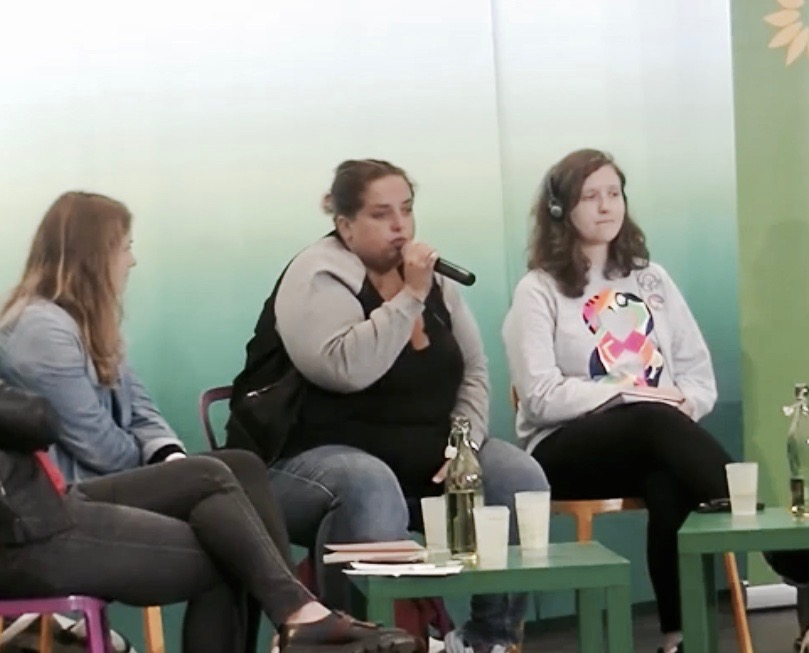
Daria Marx (au centre)

### Les cours de Yogras
Le Yogras est une séance de yoga organisée à destination des personnes fortes qui ne se sentent pas toujours les bienvenues dans des cours classiques. Il s'agit d'un espace où les femmes peuvent échapper aux discriminations, où chaque participant se sent en sécurité, dans une pratique bienveillante du sport,.
C'est aussi un jeu de mots.

### La lutte contre la grossophobie médicale
La grossophobie médicale est le comportement de certains médecins qui, s'adressant de manière malveillante aux patients gros, pouvant conduire parfois à des erreurs de diagnostic. De nombreux patients ont renoncé à consulter un médecin de peur d'être jugés sur leur poids. C'est dans ce contexte que le collectif Gras politique a établi une liste de médecins non grossophobes,,.

### Prévention du harcèlement scolaire
Les membres de Gras politique milite pour que les enfants soient sensibilisés dès l'école à la question de la grossophobie,.

« La lutte contre l’obésité a été très mal pensée en France. En se focalisant sur le problème médical, on a focalisé sur les obèses et du coup on les a stigmatisés. La preuve que ça ne marche pas, il y en a de plus en plus. L’obésité est une maladie multifactorielle, liée entre autres à la génétique, à l’environnement social. Certains obèses ne peuvent pas maigrir. Certains corps naissent gros quand d’autres naissent minces. »

— Daria Marx, Midi-Libre

## Faits notables

### Publication d'un manifeste
Daria Marx et Eva Perez-Bello, « Gros » n'est pas un gros mot. Chroniques d’une discrimination ordinaire, Paris/impr. en Italie, Flammarion, coll. « Librio », 23 mai 2018, 120 p. (ISBN 9782290101780)
Cet ouvrage a été écrit par les cofondatrices du collectif Gras politique et traite des humiliations dont sont victimes les personnes obèses au quotidien,. Son bas prix (5€) s'explique par un choix volontaire des autrices de le diffuser auprès du plus grand nombre.

### Gros festival
Les 23 et 24 mars 2019 a lieu au pavillon des canaux à Paris le premier Gros Festival, le premier du genre organisé en France pour lutter contre la grossophobie. Il s'agit d'un rassemblement proposant ateliers d'échange, d'information et divertissements destinées aux personnes concernées et aux alliées de la cause. De nombreuses activités sont proposées : vides dressing, conférences, atelier d’auto-gynécologie, rencontres artistiques, séances de tatouages,,.
Ouvert à tous, le festival a pour objectif de créer du lien, et de montrer la multiplicité des talents des personnes grosses,.

### Diffusion du hashtag #BalanceTonGrossophobe
Afin de dénoncer les discriminations liées au poids, des internautes ont lancé le hashtag « Balance ton grossophobe », en référence au hashtag #BalanceTonPorc, qui visait en 2017 les auteurs d'agressions sexuelles.